# Andrzej z Perugii

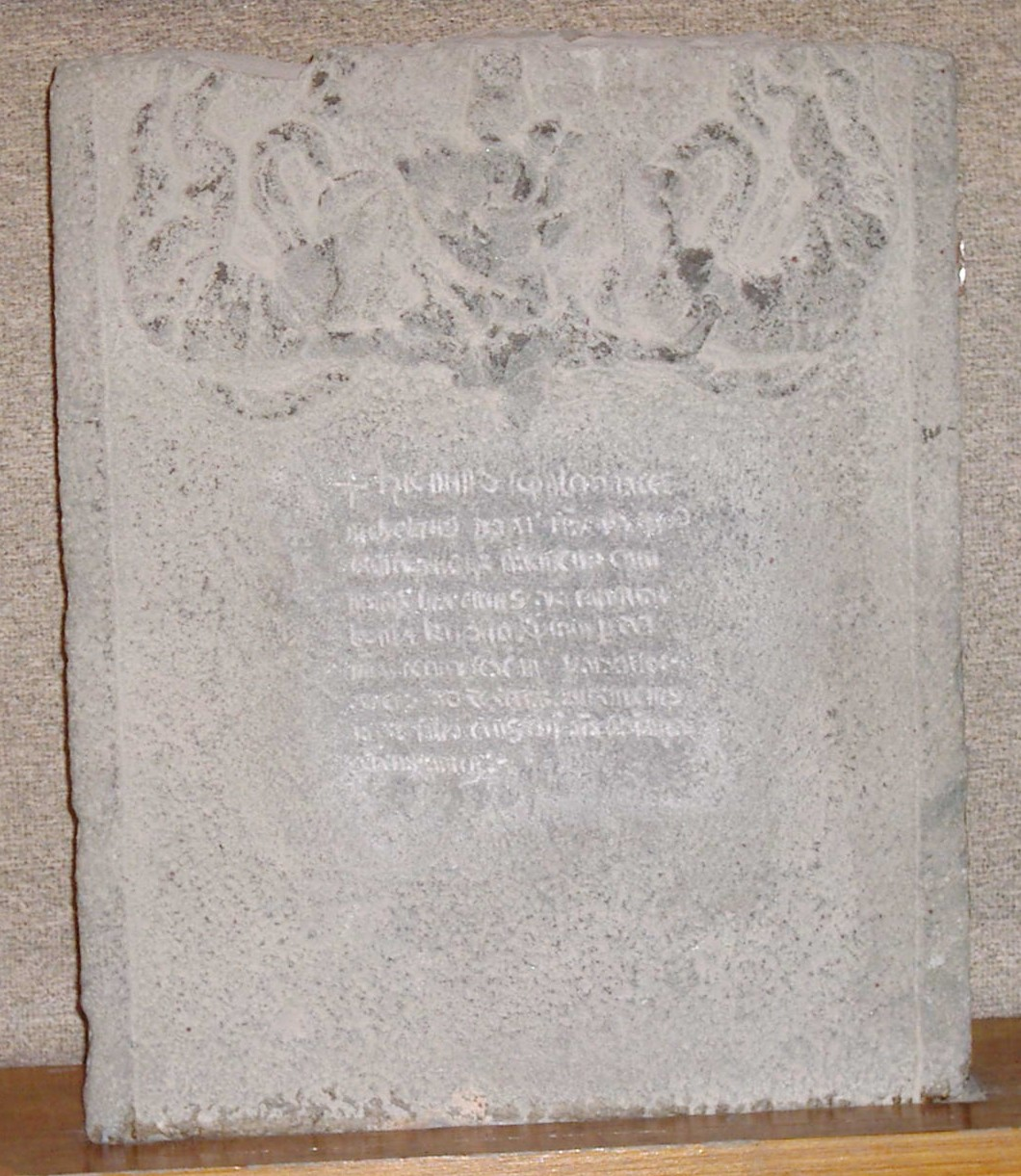
Kopia tablicy nagrobnej Andrzeja z Perugii, Quanzhou

Andrzej z Perugii OFM (ur. poł. XIII w. Perugii, zm. 1332 w Quanzhou) – włoski franciszkanin, biskup misyjny w Quanzhou w Chinach.
Posiadamy skąpe informacje dotyczące życia Andrzeja przed nominacją na biskupa, której dokonał 23 lipca 1307 bullą Rex regum papież Klemens V. Urodził się w połowie XIII w. w Perugii w Umbrii. Należał do umbryjskiej prowincji Zakonu Braci Mniejszych. Został konsekrowany na biskupa wraz z innymi pięcioma braćmi z tego samego zakonu (Peregryn z Città di Castello, Gerard Albuini, Mikołaj di Banzi, Ulryk z Seyfridsdorf i Wilhelm z Villanova), których Klemens V zamierzał wysłać do Chin, by wspomogli działalność misyjną franciszkanina Jana z Montecorvino. Po przybyciu do Chin biskupi mieli konsekrować również Jana. Wyprawa misyjna wyruszyła prawdopodobnie jeszcze w tym samym roku. W miejsce Wilhelma papież wysłał biskupa Andreuccia z Asyżu. Do Chin nie dotarli biskupi: Ulryk, Andreuccio oraz Mikołaj, umierając w czasie podróży.
Po przybyciu między 1309 a 1313 do Chanbałyku, franciszkańscy biskupi misyjni konsekrowali Jana z Montecorvino. W ten sposób, zgodnie z zaleceniami papieskimi, ustanowiona została hierarchia katolicka w Chinach. Peregryn wraz z Andrzejem przez pięć lat pozostali w stolicy u boku Jana z Montecorvino. Gerard wyjechał do Quanzhou. Po jego śmierci zastąpił go Peregryn, a tego z kolei w 1322 – Andrzej z Perugii.
Andrzej z Perugii przebywał w Quanzhou już od 1318. Za pozwoleniem imperatora wzniósł na granicy miasta kościół i klasztor dla 20 zakonników. W styczniu 1326 biskup Andrzej wysłał list do gwardiana klasztoru w rodzinnej Perugii, w którym opisał swoją podróż do Chin i trudności w pracy misyjnej. Biskup zmarł w 1332. Jego następcą mianowano Jakuba z Florencji.
W XIX w., w czasie rozbiórki murów miejskich w Quanzhou, odnaleziono tablicę nagrobną biskupa Andrzeja. Stanowi ona jedną z niewielu inskrypcji łacińskich z XIV w. w Chinach.
- Tekst łaciński:

« Hic...sepultus est Andreas Perusinus

(devotus ep. Cayton...) ...ordinis (fratrum min.)

(Jesus Christi) Apostolus

(in mense) ...M (cccxx)xii »
- Tłumaczenie polskie:

« Tutaj... pochowany jest Andrzej z Perugii

(pobożny biskup Quanzhou...) z Zakonu (Braci Mniejszych)

apostoł (Jezusa Chrystusa)

(w miesiącu) ...1332 »